# Cerco de Jor (1587)
O Cerco de Jor em 1587 foi uma operação militar na qual as forças portuguesas sitiaram, saquearam e arrasaram Jor, capital do sultanato de Jor. A cidade seria mais tarde reconstruída num local diferente.
Devido a uma escassez de soldados então em Malaca, em 1586 as forças navais de Jor começaram a desviar o tráfego marítimo para o Estreito de Singapura.  Até Malaca foi ameaçada por uma grande frota de Jor, mas esta foi rechaçada pelos galeões fortemente armados no porto. Por estas razões, o capitão de Malaca João da Silva solicitou ao vice-rei em Goa, D. Duarte de Meneses, reforços urgentes para fazer face à ameaça. Somavam estes 500 homens e 3 galeões, sob o comando de D. Paulo de Lima.
As tropas de Jor viram-se incapazes de impedir que a pesada infantaria portuguesa desembarcasse e invadisse a cidade após um bombardeio naval, e o sultão foi obrigado a fugir para a selva em debandada. Os portugueses capturaram grandes despojos, que incluíam mais de 1.000 canhões, a grande maioria deles de pequeno calibre, 1.500 armas de fogo e queimaram mais de 2.000 embarcações de vários tamanhos. Após o ataque, D. Pedro de Lima (irmão de Dom Paulo de Lima) também saqueou Bintão, um vassalo de Jor.